# Alvin Loftes
Alvin Loftes (n. 1 ianuarie 1890, Providence, Rhode Island, SUA – d. iulie 1971, Narragansett⁠(d), Rhode Island, SUA) a fost un ciclist de performanță ce a reprezentat Statele Unite ale Americii, medaliat olimpic. A participat la o ediție a Jocurilor Olimpice (1912) în care a câștigat o medalie de bronz.

## Participări
Lista de mai jos prezintă principalele competiții la care a participat Alvin Loftes de-a lungul carierei.
- cycling at the 1912 Summer Olympics – men's team time trial[*]